# باري واجستاف
باري واجستاف (بالإنجليزية: Barry Wagstaff)‏ هو لاعب كرة قدم بريطاني في مركز الوسط، ولد في 26 نوفمبر 1945. لعب مع نادي ريدنغ.